# Línea 168 (RTP)
La línea 168 del RTP de la Ciudad de México, une al Arenal cuarta. Sección con Pantitlán. El tipo de servicio de la línea es de Ordinario y Atenea.

## Recorrido y paradas
Las paradas de la línea son:
| Paradas en sentido Arenal 4ta. Sección-Pantitlán |
| - Arenal Cuarta Sección - Xocoyote/Xanticas - Xaltocan - Xocoyote - Xana - Xico - Xico - Xochistlahuaca - Xochistlahuaca - Meztli - Acolhuacan - Chimalpopoca - Maxtla - Circunvalación - Circunvalación - Meztli - Tenochtitlán - Circunvalación - Circunvalación - Iztaccíhuatl - Iztaccíhuatl - Cacamatzin - Cacamatzin - Tizoc - Tizoc - Atzayacatl - Nezahualcóyotl - Moctezuma - Prol. Río Churubusco - Tortuga - Caracol - Langosta - Langosta - Coral - Coral - Jaiba - Jaiba - Camarón - Camarón - Javier Barros Sierra - Agustín Olachea - Jaime Torres Bodet - Jaime Torres Bodet - Benito Coquet - Benito Coquet - Gustavo Díaz Ordaz - Pantitlán |

| Paradas en sentido Pantitlán-Arenal 4ta. Sección |
| - Pantitlán - Benito Coquet - Gustavo Díaz Ordaz - Jaime Torres Bodet - Benito Coquet - Agustín Olachea - Jaime Torres Bodet - Camarón - Javier Barros Sierra - Jaiba - Camarón - Coral - Jaiba - Langosta - Coral - Caracol - Langosta - Prol. Río Churubusco - Tortuga - Nezahualcóyotl - Moctezuma - Tizoc - Atzayacatl - Cacamatzin - Tizoc - Iztaccíhuatl - Cacamatzin - Circunvalación - Iztaccíhuatl - Tenochtitlán - Circunvalación - Circunvalación - Meztli - Maxtla - Circunvalación - Acolhuacan - Chimalpopoca - Xochistlahuaca - Meztli - Xico - Xochistlahuaca - Xana - Xico - Xaltocan - Xocoyote - Arenal Cuarta Sección - Xocoyote/Xanticas |